# Бонинска острва
Бонинска острва (јап. 小笠原諸島, Ogasawara-shotō, Архипелаг Огасавара), јапански архипелаг од преко 30 тропских и суптропских острва у Тихом океану, између Јапанских острва и Маријанских острва, од којих су само три стално насељена. Географски припадају северном делу Океаније. Политички, уз оближња Вулканска острва јужно од њих, која се у Јапану такође сматрају делом архипелага Огасавара, представљају најјужнију територију Јапана.

## Историја и демографија
Најпознатије острво из ове групе је Иво Џима, место велике битке у Другом светском рату. Мало острво вулканског порекла, дуго око 8, а широко око 4 км, било је једино острво ове групе погодно за изградњу аеродрома и ваздухопловне базе. Током рата на Пацифику имало је велики стратегијски значај, пошто се налазило на пола пута између Токија и Маршалских острва.
Само три острва су стално настањена: Чичиџима (23,5 км2, 2.120 становника), Хахаџима (21 км2, 440 становника) и Иво Џима (21 км2, има војну базу са око 400 војника).

## Галерија
- Острво Иво Џима 2014. године.
- Лука Футами на острву Чичиџима.
- Село Оки на острву Хахаџима.